# Hajdarabad (dystrykt)

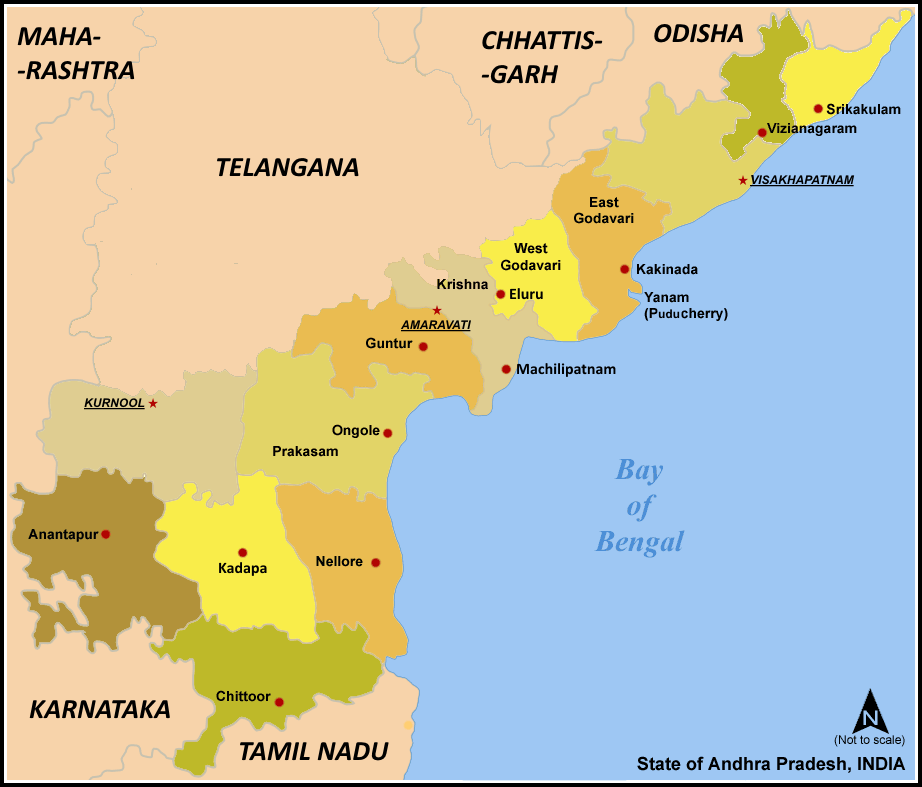
Dystrykty Stanu Andhra Pradesh.

Hajdarabad – jeden z dziesięciu dystryktów indyjskiego stanu Telangana, o powierzchni 2000 km². populacja dystryktu wynosi 3 826 094 osób (2004). Stolicą dystryktu jest miasto Hajdarabad.
Do 2 czerwca 2014 r. dystrykt wchodził w skład stanu Andhra Pradesh.